# فرانسیسکو فورتونی
فرانسیسکو فورتونی (زادهٔ ۱ ژانویه ۱۸۶۵ لا پبلا د منترنس، استان تاراگونا - درگذشتهٔ ۲۳ ژوئیه ۱۹۴۲ بوئنوس آیرس) نقاش آرژانتینی و تصویرگر کتاب و مجلات اسپانیایی الاصل بود.

## زندگی

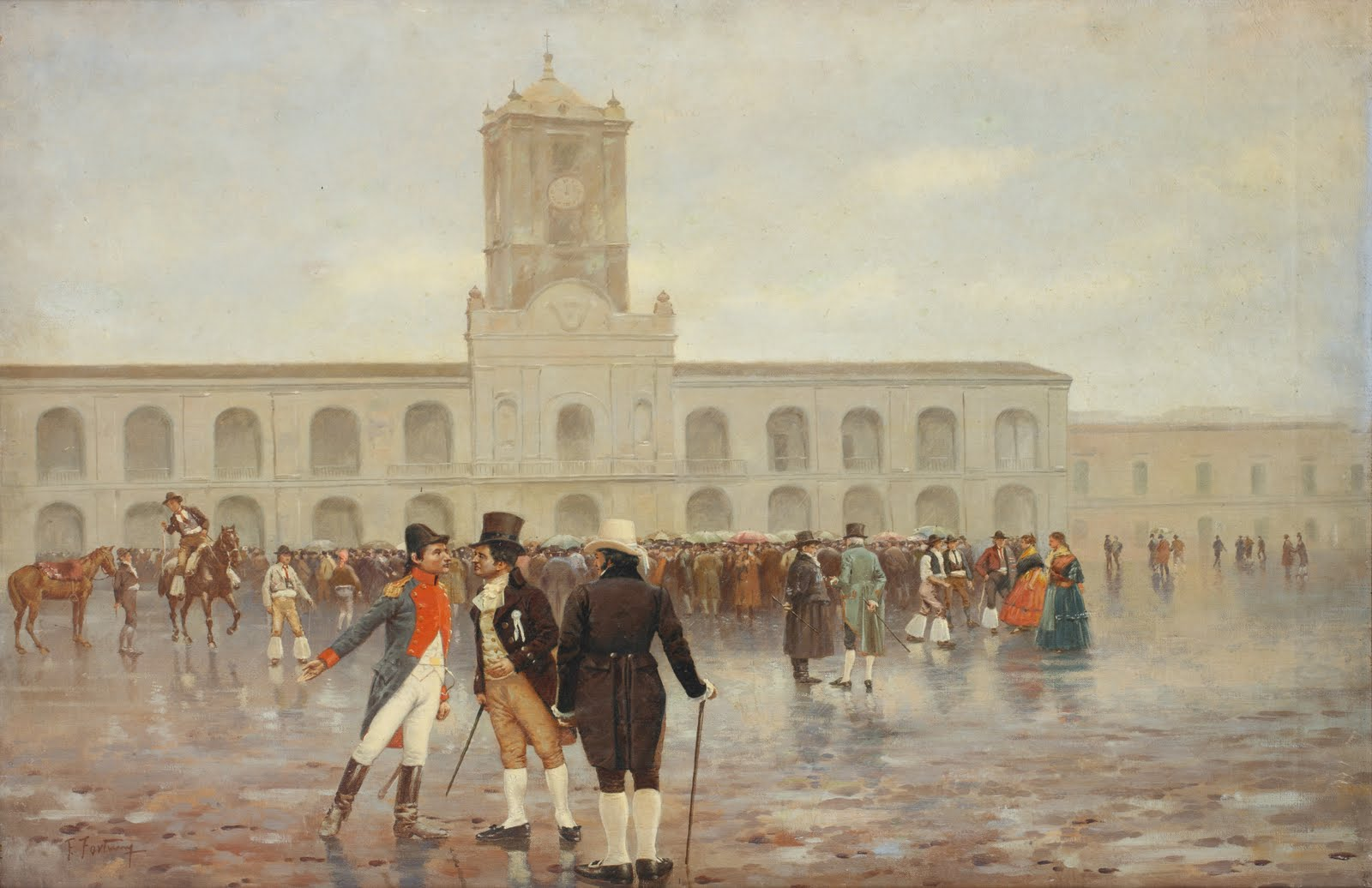
انقلاب مه (۱۹۱۰) اثر فرانسیسکو فورتونی

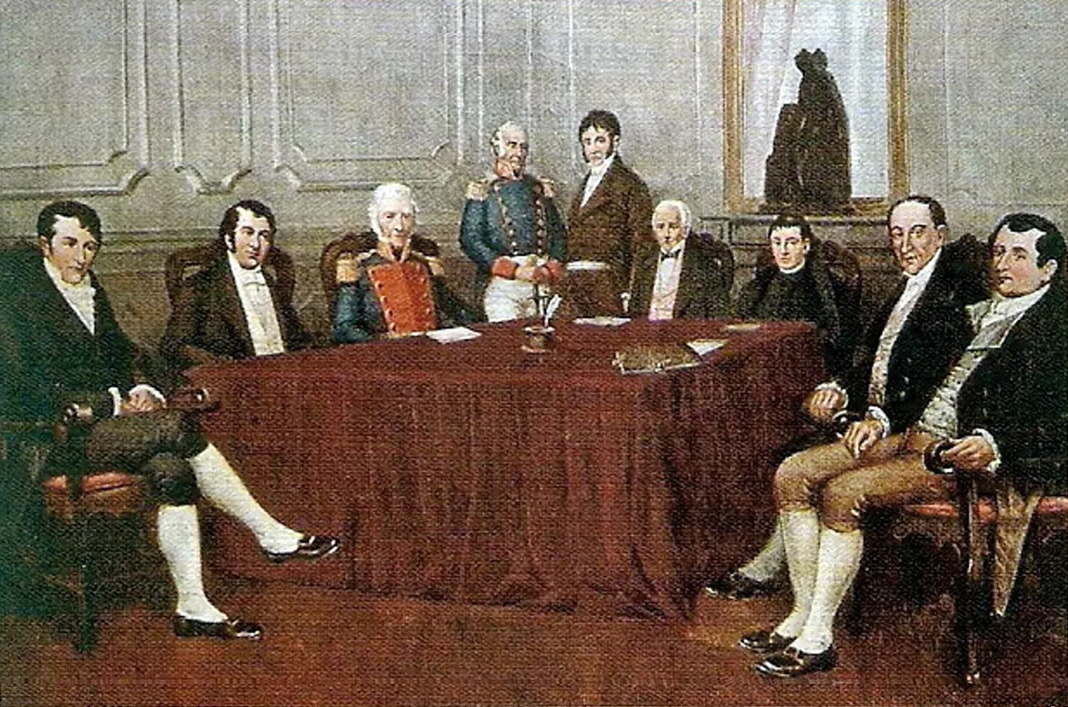
پریمرا خونتا اثر فرانسیسکو فورتونی

فرانسیسکو فورتونی در ۱ ژانویه ۱۸۶۵ در پوئبلا د مونتورنس، تاراگونا به دنیا آمد. او در آکادمی سلطنتی هنرهای زیبا سن فرناندو در مادرید تحصیل کرد. در اواخر سال ۱۸۸۷ او به آرژانتین سفر کرد و در بوئنوس آیرس اقامت گزید و در آنجا به عنوان کاریکاتوریست برای مجلات مصور کاراس ئی کارتاس، اِل سود آمریکانو، پ‌ب تی, ویوا مُدرنا, پاپل ئی تینتا, پولگارسیتو و پلاس اولترا شروع به کار کرد. او تصویرگر کتابچه راهنمای تاریخ انتشارات استرادا از سال ۱۹۰۶ و یکی از اولین هنرمندان زمان خود بود که مورد توجه رویدادهای ملی قرار گرفت.
یک نقاشی او به نام "ایجاد پرچم ملی" که ژنرال بلگرانو را سوار بر اسب نشان می‌دهد، در حال ادای احترام به پرچم ملی در سواحل رودخانه پارانا بر روی تمبر ۵ سنتی یادبود «صدمین سالگرد عبور قهرمانان به جاودانگی» استفاده شد.
او در ۲۳ ژوئیه ۱۹۴۲ در بوینس آیرس درگذشت.